# Regionaler Naturpark Scarpe-Schelde

Logo des Naturparks

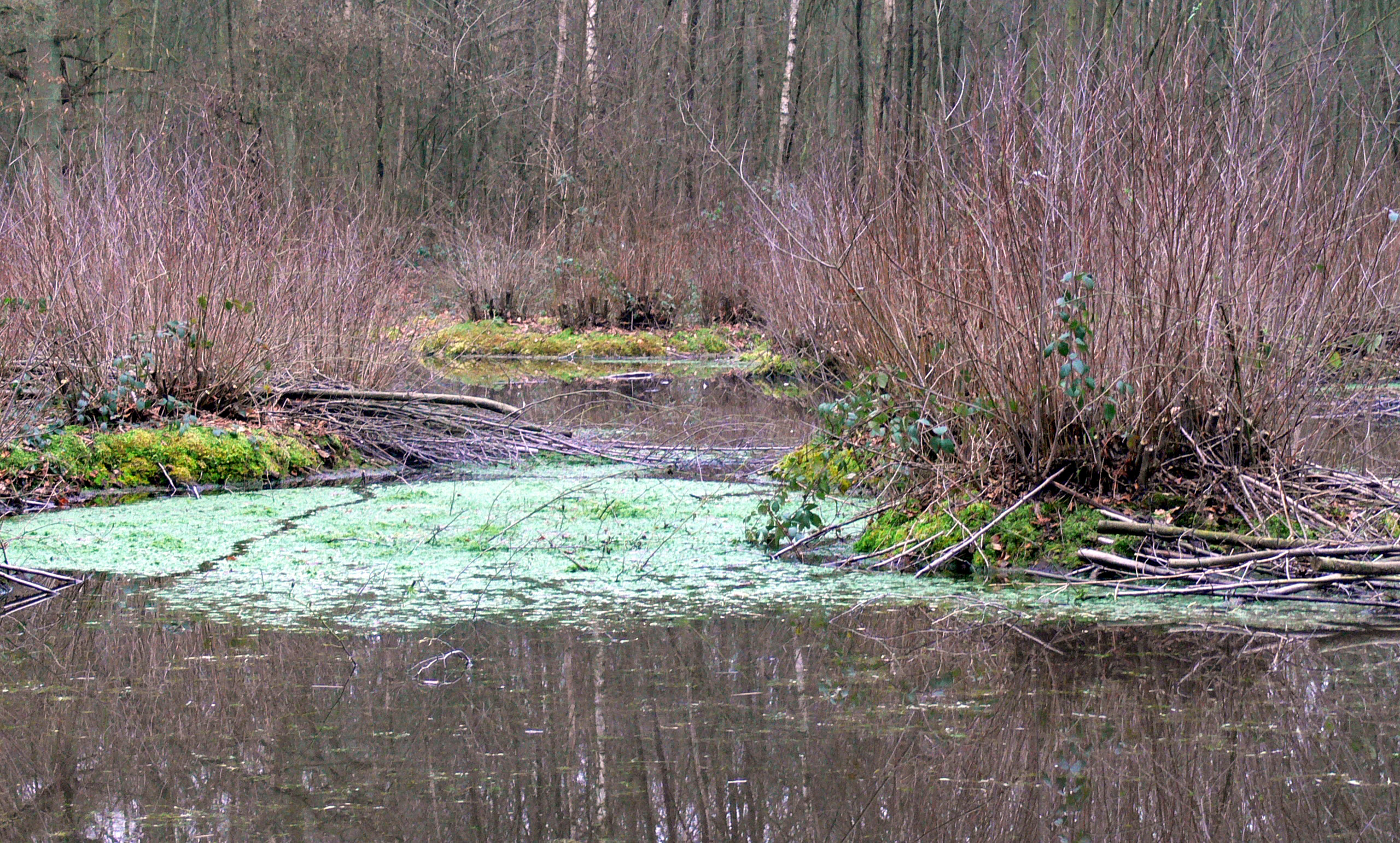
Sumpflandschaft im Regionalen Naturpark Scarpe-Schelde

Der Regionale Naturpark Scarpe-Schelde (französisch Parc naturel régional Scarpe-Escaut) erstreckt sich im französischen Département Nord in der Region Hauts-de-France. Er liegt im Grenzgebiet zu Belgien, Region Wallonien, Provinz Hennegau.
Der 1968 gegründete Naturpark war der erste seiner Art in Frankreich. Er umfasst eine Fläche von 43.000 Hektar. 48 Gemeinden bilden den Park, 12 weitere sind assoziiert und stellen insgesamt ein Einzugsgebiet von rund 160.000 Bewohnern dar. Das durch ein verhältnismäßig flaches Höhenprofil charakterisierte Territorium wird stark durch ein dichtes Netz an Wasserläufen geprägt. Schelde, Scarpe und der Canal de Pommeroeul à Condé sind die Hauptadern, von denen weit verzweigte Kanalisations- und Drainagegräben Zeugnis von der früheren Nutzung für die Bergwerks- und Industrieentwicklung geben.
Der Naturpark umfasst heute ein buntes Mosaik an Landschaftsformen, wie Weideland, Feuchtgebiete, Sümpfe, Wälder, aber auch Dörfer und kleine Städte. In den naturnahen Kernzonen gibt es eine Fülle von schützenswerten Tierpopulationen, darunter einen besonderen Reichtum an Vogelarten.
Die Parkverwaltung hat ihren Sitz in Saint-Amand-les-Eaux (50° 25′ 34″ N, 3° 27′ 24″ O).

## Grenzüberschreitende Zusammenarbeit
1996 wurde von der wallonischen Regionalverwaltung der belgische Naturpark Schelde-Ebenen (französisch Parc naturel des Plaines de l’Escaut) gegründet. In weiterer Folge haben sich die beiden benachbarten Naturparks zum Grenzüberschreitenden Naturpark Hennegau (französisch Parc naturel transfrontalier du Hainaut) zusammengeschlossen.